# گوین راینا روسم
گوین راینا روسم (به انگلیسی: Gavin Rayna Russom) (زاده ۱ مهٔ ۱۹۷۴) دی‌جی، تهیه‌کننده موسیقی آمریکایی است.
او یک زن ترنس است.